# 二锑化五钯
二锑化五钯是一种金属间化合物，化学式为Pd5Sb2，它是钯的锑化物之一。它最初由Balz和Schubert于1969年在Pd2Sb的分解产物中发现。它是六方晶体，空间群P63cm。它在自然界中存在于锑钯矿中。

## 制备
二锑化五钯可由钯和锑在1000 °C反应制得。